# 毛兰群
毛兰群（1967年4月— ），中国分析化学家，中国化学会理事，北京师范大学教授。

## 生平
1989年毕业于安徽师范大学化学系，1998年于华东师范大学获博士学位。1998年至2002年，先后在日本BAS公司、东京工业大学工作。2002年通过中国科学院百人计划引进至中国科学院化学研究所工作。曾担任中国科学院化学研究所副所长。2021年调至北京师范大学，任化学学院教授。2022年11月，任北京师范大学化学学院院长。

## 学术贡献
主要从事电化学及电分析化学、脑化学检测及调控的研究工作。主持国家杰出青年科学基金、国家自然科学基金创新研究群体、国家自然科学基金重大项目等国家级课题多个。入选国家百千万人才工程、国家万人计划科技创新领军人才等人才计划。

## 奖励与荣誉
- 2005年，获中国分析测试协会科学技术二等奖（第一完成人）[8]
- 2009年，获中国分析测试协会科学技术一等奖（第一完成人）[9]
- 2011年，获中国分析测试协会科学技术一等奖（第一完成人）[10]
- 2012年，获北京市科学技术一等奖（第一完成人）[11]
- 2015年，获国家自然科学二等奖（第一完成人）[12]
- 2018年，获中国化学会“分析化学基础研究梁树权奖”[13]
- 2020年，获中国分析测试协会科学技术一等奖（第二完成人）[14]
- 2021年8月，入选中国科学院院士增选初步候选人名单[15]
- 2023年8月，入选中国科学院院士增选有效候选人名单[16]